# Viên chức
Viên chức, theo Luật viên chức số 58/2010/QH12 của Quốc hội nước Cộng hòa xã hội chủ nghĩa Việt Nam, "Viên chức là công dân Việt Nam được tuyển dụng theo vị trí việc làm, làm việc tại đơn vị sự nghiệp công lập theo chế độ hợp đồng làm việc, hưởng lương từ quỹ lương của đơn vị sự nghiệp công lập theo quy định của pháp luật".